# Juan Páez Centella
Juan Páez Centella (Zarza la Mayor, Càceres, 26 de desembre de 1751 - Oviedo, 13 de juny de 1814) fou un compositor espanyol.
Els seus pares el col·locaren en el Col·legi de Seises de Sant Isidor de Sevilla, i allà feu tals progressos en la música, sobretot en la composició, que fou nomenat (1774) mestre de seises i regent de la càtedra de cant pla de l'església metropolitana de Sevilla, però com que era annexa a aquests càrrecs l'obligació d'ordenar-se sacerdot, Páez Centella, que no sentia vocació per la carrera eclesiàstica, deixà aquelles prebendes i es traslladà a Madrid.
Al cap de poc de la seva arribada a la cort sol·licità la plaça del magisteri d'Oviedo, llavors vacant, i davant dels mèrits del sol·licitant, el ministre Pedro Rodriguez de Campomanes el recomanà al capítol ovetenc, el qual el va admetre per aquella feina, sense oposició. En l'exercici d'aquest nou càrrec demostrà les grans dots pedagògiques que Páez posseïa, perquè procurà reformar l'ensenyança del solfeig, desentenent-se de les teories antiquades que encara prevalien en aquell art, i això li ocasionà alguns disgusts amb els partidaris del sistema antic.
En totes les seves composicions si rebel·la una senzillesa encantadora, com diu un dels seus biografs, ensems que un gran coneixement de l'harmonia i un decidit tret en l'expressió de les paraules del llatí.
Les seves obres tendeixen principalment a moure a devoció a l'auditori, procurant donar al text sagrat la major expressió possible, amb el qual fi, Páez Centella evita en elles emprar adorns en la instrumentació, amb què procuren lluir els seus talents altres compositors de música religiosa. A aquest fet l'impel·lia sens dubte, la seva sòlida pietat i el respecte que li inspiraven els llibres sagrats.
Entre les seves obres si citen la Missa nomenada de precs, alguns himnes de vespres i matines de Nadal, com el Venite adoremus, dels pastors; els motets d'Advent i Quaresma, i el Pro quarumque necessitate; un Responsori final de difunts; el Christus factus est pro nobis de les matines de Setmana Santa, unes Completes, etc.
La Lira Sacro-Hispana publicà un himne de Páez Centella dedicat al Naixement de Jesús, himne que es conserva, en l'Arxiu d'Oviedo, el propi que alguns motets a quatre veus, també deguts a Páez Centella.